# Бухолово (Московская область)
Бу́холово — деревня в городском округе Шаховская Московской области.

## Население
| 1859 | 1926 | 2002 | 2006 | 2010 |
| ---- | ---- | ---- | ---- | ---- |
| 192  | ↗233 | ↘50  | ↘29  | ↗40  |

## География
Деревня расположена в восточной части округа, примерно в 12 км к юго-востоку от рабочего посёлка Шаховская, на левом берегу реки Латахи (левый приток Рузы), высота центра над уровнем моря 226 м. Ближайшие населённые пункты — Новиково на юге и Высоково на севере.
В деревне 2 улицы — Дорожная и Центральная, приписано 5 садоводческих товариществ (СНТ).
В Бухолово находится Бухоловское кладбище, где в настоящее время производятся захоронения со всех окрестных населённых пунктов.

## История
Согласно древним актам, в 1625 году Бухолово было пустошью и принадлежало роду Татищевых.
В 1769 году Бухолова — деревня Льняникова стана Волоколамского уезда Московской губернии с 27 душами, владение генерала, поручика Александра Артемьевича Загряжского. К деревне относилось 108 десятин 2286 саженей пашни, 86 десятин 311 саженей леса и сенного покоса и 1 десятина 1440 саженей болот.
В середине XIX века деревня Бухолово относилась к 1-му стану Волоколамского уезда и принадлежала графине Софье Ивановне Мейстер. В деревне было 17 дворов, крестьян 112 душ мужского пола и 105 душ женского.
В «Списке населённых мест» 1862 года — владельческая деревня 1-го стана Волоколамского уезда Московской губернии по левую сторону Московского тракта, шедшего от границы Зубцовского уезда на город Волоколамск, в 18 верстах от уездного города, при колодце, с 19 дворами и 192 жителями (91 мужчина, 101 женщина).
В 1886 году — центр Бухоловской волости с 31 двором, 260 жителями и школой.
По данным на 1890 год в деревне располагалось волостное правление, имелось земское училище, число душ мужского пола составляло 88 человек.
В 1913 году в селе Бухолово — 38 дворов, волостное правление, земское училище и казенная винная лавка.
По материалам Всесоюзной переписи населения 1926 года — центр Бухоловского сельсовета, проживало 233 человека (119 мужчин, 114 женщин), насчитывалось 48 хозяйств (46 крестьянских), располагался волисполком, имелись почтово-телеграфное отделение, изба-читальня, библиотека и школа.
С 1929 года — населённый пункт в составе Волоколамского (с 1930 — Шаховского) района Московской области, центр Бухоловского сельсовета (до 1977 года).
1994—2006 гг. — деревня Бухоловского сельского округа Шаховского района.
2006—2015 гг. — деревня сельского поселения Степаньковское Шаховского района.
2015 г. — н. в. — деревня городского округа Шаховская Московской области.

## Транспорт
Неподалёку проходит автомагистраль «Балтия» М9 и железнодорожная ветка (платформа Бухолово) Рижского направления МЖД.
Из посёлка Шаховская ходит автобус № 46.

## Достопримечательности
Церковь Рождества Пресвятой Богородицы
Кирпичный четырёхстолпный однокупольный трёхпрестольный храм в русском стиле с невысокой колокольней, сооружённый в начале XX века по проекту 1898 года, переработанному архитектором Н. Д. Струковым в 1901 году, к 1918 году были освящены главный и Черниговский престолы. Церковь была закрыта не позже 1930-х годов. Церковь передана общине в 2000 году. С 2015 года храм начали восстанавливать при протоиерее Алексее Русине. С декабря 2020 года настоятелем храма назначили иерея Андрея Николаева, при нем храм стал восстанавливаться внутри. В июне 2021 года в храме была совершена первая литургия с момента поругания святыни. Храм продолжает восстанавливаться и приобретать былое величие..
Александро-Невская часовня
Возведённая в 1889—1890 гг. кирпичная часовня представляет собой кубическое сооружение под шатровой кровлей и является единственной сохранившейся часовней в Шаховском районе. К 1980-м годам пришла в запустение, в 2008 году отремонтирована по инициативе А. В. Манукян.

## Персоналии
- Иван Матвеевич Вдовин — русский поэт и публицист.